# Rosazza
Rosazza – miejscowość i gmina we Włoszech, w regionie Piemont, w prowincji Biella.
Według danych na styczeń 2009 gminę zamieszkiwało 108 osób przy gęstości zaludnienia 12,4 os./1 km².